# Paul Bauer (Bergsteiger)
Paul Friedrich Peter Bauer (* 29. Dezember 1896 in Kusel; † 9. Januar 1990 in München) war ein deutscher Bergsteiger sowie Major der Gebirgsjäger. Als Leiter des „Fachamtes für Bergsteigen und Wandern im Deutschen Reichsbund für Leibesübungen“ zeichnete er für die nationalsozialistische Gleichschaltung des organisierten Bergsports und dessen Unterverbände verantwortlich.

## Leben
Bauer meldete sich zu Beginn des Ersten Weltkriegs als Freiwilliger. Nach britischer Kriegsgefangenschaft ab 1917 kehrte er 1919 nach Deutschland zurück. Danach war er Mitglied verschiedener Freikorps. Seine Kriegserlebnisse verklärte er nachträglich als ausschlaggebend für seine Bergsteigerei: „Als wir das Gewehr aus der Hand geben mussten, tastete die verwaiste Hand nach dem Pickel.“ Bauer studierte Jura und trat 1922 dem Akademischen Alpenverein München bei.
In den Jahren 1929 und 1931 leitete Bauer zwei Expeditionen auf den Kangchendzönga. Am 3. Oktober 1929 erreichten die Teilnehmer Eugen Allwein und Karl von Kraus am Nordostsporn eine Höhe von etwa 7.300 m, bevor die Mannschaft von einem fünf Tage dauernden Sturm zur Umkehr gezwungen wurde. Zwei Jahre später, am 18. September 1931, überstiegen Allwein und Karl Wien auf gleicher Route den Sporngipfel (ca. 7700 m), mussten dann aber wegen extremer Lawinengefahr umkehren. 1936 kehrte Bauer ein drittes Mal als Expeditionsleiter in das Kangchendzönga-Gebiet zurück und zeichnete verantwortlich für die Erstersteigung des Siniolchu sowie weiterer Fünf- und Sechstausender.
Bauer wurde bei den X. Olympischen Spielen in Los Angeles 1932 zum Olympiasieger im „Wettbewerb der freien Künste“ in der Rubrik „Literatur“ gekürt. Anlass war sein 1931 erschienenes Buch Am Kangehenzonga – Kampf um den Himalaya, mit dem er sich einen Namen als Bergsteiger machen konnte. Sein Name steht heute noch auf der 1932er Ehrenstele der deutschen Olympiasieger am Berliner Olympiastadion.

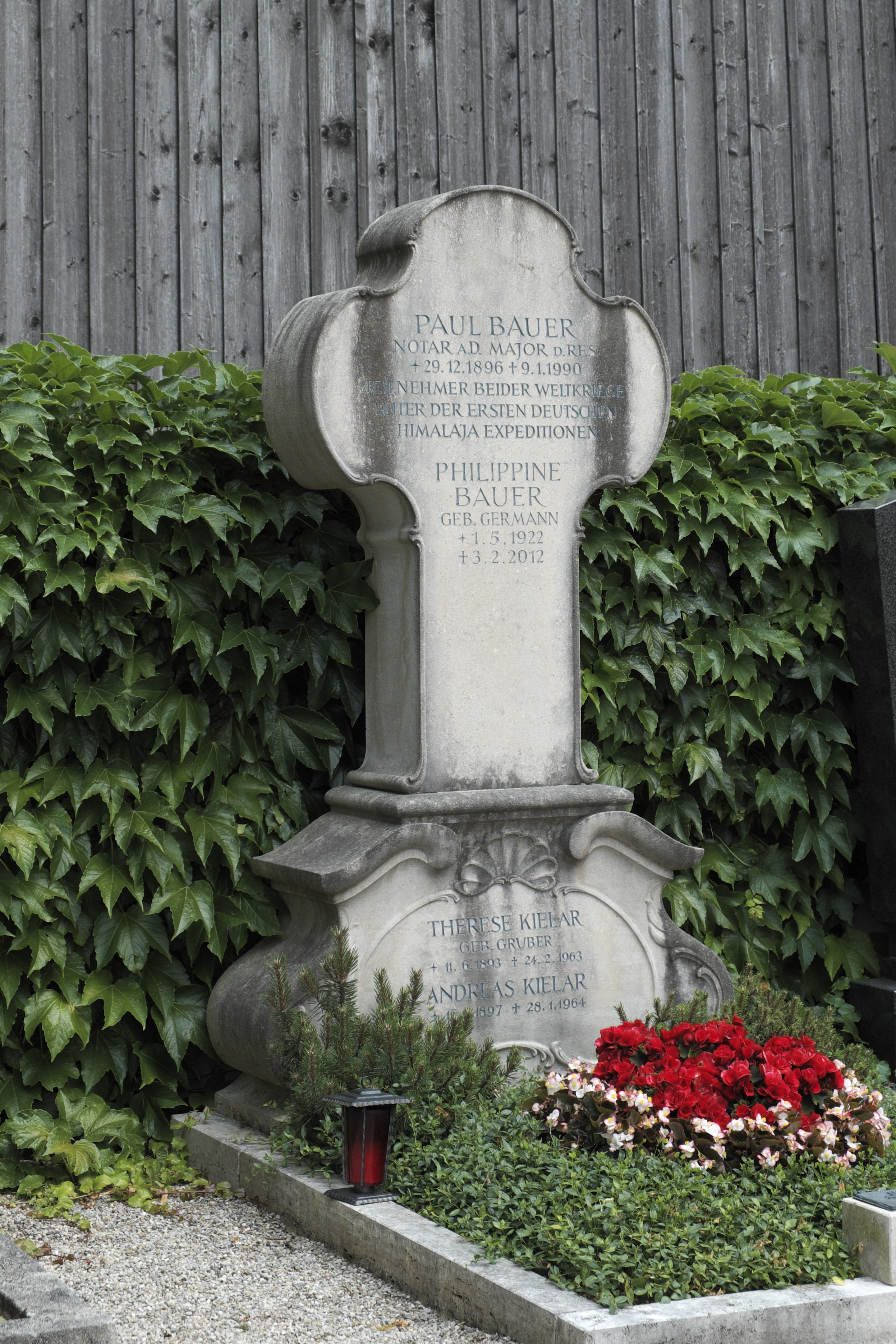
Grab von Paul Bauer auf dem Friedhof in Unterbiberg

Obwohl Bauer bereits in der Weimarer Republik mit den Nationalsozialisten sympathisierte, trat er erst nach deren Machtergreifung zum 1. Mai 1933 der NSDAP bei (Mitgliedsnummer 2.302.048), da er vorher durch eine eventuelle Parteimitgliedschaft seine Beteiligung an Expeditionen gefährdet sah. Im August 1933 wurde er in den Reichsführerring des deutschen Sports berufen.
Bauer formte von 1934 bis 1938 in der Fachsäule XI des Deutschen Reichsbundes für Leibesübungen den Deutschen Bergsteigerverband, welcher die Aufgabe hatte, den Alpinismus, der zuvor vorrangig als Bergsport verstanden wurde, nationalsozialistisch auszurichten. Bauer war als guter Bergsteiger, erfahrener und international angesehener Expeditionsleiter, als juristisch gebildeter Organisator und überzeugter Nationalsozialist prädestiniert für dieses Amt. 1936 wurde er zum Leiter der neu gegründeten Deutschen Himalaya-Stiftung ernannt. Nach der dramatisch verlaufenen Deutschen Nanga-Parbat-Expedition 1937 organisierte er eine Rettungsexpedition zur Bergung der verunglückten Bergsteiger und erreichte dabei selbst das von einer Lawine verschüttete Lager IV (6185 m). 1938 zog sich Bauer aus der Vereins- und Verbandsarbeit zurück.
Bei Beginn des Zweiten Weltkriegs rückte er zur Wehrmacht ein und wurde Kommandeur eines Hochgebirgsjägerbataillons, ab Mai 1942 Kommandant der Heereshochgebirgsschule Fulpmes.
Nach dem Krieg saß er im Vorstand des Kameradenkreises der Gebirgstruppe, einer Organisation mit dem selbsterklärten Ziel „Einsatz und Hilfe für unsere Kriegsverurteilten, für unsere in Haft zurückgehaltenen Kameraden zu leisten“. In dieser Eigenschaft war er maßgeblich an der Errichtung einer Gedenkstätte auf dem Hohen Brendten in Mittenwald beteiligt, die er am 10. Juni 1957 einweihte mit den Worten:

„Wir werden diese Stätte hüten und hegen in Treue zu unseren Gefallenen und stolz als ein Bekenntnis unseres Glaubens an den ewigen Wert ihres soldatischen Opfers.“

## Werke
- Im Kampf um den Himalaja. Der erste deutsche Angriff auf den Kangchendzönga 1929. Knorr & Hirth, München 1929.